# U snu ljubim medna usta (singel)
U snu ljubim medna usta (v slovenščini: V sanjah poljubim medena usta) je duetska pesem srbske folk-pop pevke Svetlane Ražnatović - Cece in folk pevca Dragana Kojića Keba, ki je bila objavljena marca leta 1992, v beograjski založbeni hiši Diskoton. 
Singel je v digitalni različici objavljen 18. novembra leta 2021 s strani založbene hiše CecaMusic. 

## Nastanek dueta
Ob koncu leta 1991 je srbski skladatelj Zoran Starčević pripravljal svoj drugi avtorski album, za katerega je ustvaril deset novih pesmi. Te je ponudil številnim znanim glasbenikom - Ceci, Marinku Rokviću, Nadi Topčagić, Merimi Njegomir ... Tako je pesem U snu ljubim medna usta ponudil Ceci in Kebi, ki sta sodelovanje tudi sprejela. Tako je nastal Starčevićev album Svi za jednog jedan za sve 2, na katerem je bil objavljen tudi omenjeni duet. 

## Izdaja singla
| Digitalna različica | Digitalna različica                     | Digitalna različica | Digitalna različica | Digitalna različica | Digitalna različica |
| Št.                 | Naslov                                  | Besedilo            | Glasba              | Aranžerji           | Dolžina             |
| ------------------- | --------------------------------------- | ------------------- | ------------------- | ------------------- | ------------------- |
| 1.                  | „U snu ljubim medna usta‟ (Ceca & Keba) | Dezdemona           | Zoran Starčević     | Zoran Starčević     | 3:30                |

## Promocija singla
Avtor dueta U snu ljubim medna usta Zoran Starčević je novembra leta 1991 omenjeno pesem prijavil na razpis glasbenega festivala MESAM in sicer za tekmovalni večer. To bi morala biti tudi prva javna predstavitev dueta, a so Ceci glasbeni uredniki njene založbene hiše prepovedali nastop. Zato je Keba na festivalu samostojno odpel pesem in na koncu tudi zmagal. 
Duet je bil prvič promoviran na skupni koncertni turneji Ktitor folk liga, julija in avgusta leta 1993. To je bila do sedaj tudi edina koncertna predstavitev singla.   Videospot ni bil posnet, prav tako ni bilo televizijske promocije pesmi.

## Ostale informacije
Singel je bil objavljen na portalu YouTube marca leta 2015. Trenutno šteje 2,7 milijone ogledov. (november 2021) 
Singel je bil leta 2002 uvrščen na seznam najlepših srbskih folk pesmi in objavljen na kompilaciji Hitovi za sva vremena beograjske založbene hiše Grand.